# Павлов (Морозовский район)
Па́влов — хутор в Морозовском районе Ростовской области.
Входит в состав Широко-Атамановского сельского поселения.

## Население
| 2010 |
| ---- |
| 26   |

## Улицы
На хуторе имеется одна улица — Павлова.